# Okresní úřad
Okresní úřad byl úřad, který vůči území svého okresu vykonával státní správu. Okresní úřady v Česku existovaly v relativně krátkém období let 1990–2002. Nepůsobily v hlavním městě Praze a po roce 1992 ani ve městech Brno, Ostrava a Plzeň, kde jejich působnost vykonávaly magistráty.

## Historický vývoj
Okresy vznikly v roce 1849 místo původních panství a jejich správu převzala okresní hejtmanství. V období 1855–1868 (v době neoabsolutismu) pokračovaly smíšené okresní úřady vzniklé sjednocením okresu správního a soudního a tyto úřady vykonávaly jak státní správu, tak i soudnictví. Po roce 1945 vznikly okresní národní výbory, které se v roce 1990 transformovaly na okresní úřady, v jejichž čele stál přednosta. Činnost okresního úřadu kontrolovalo a jeho rozpočet schvalovalo okresní shromáždění, které bylo v letech 1990–2000 nepřímo voleným zastupitelským sborem v okresech České republiky. Okresní shromáždění bylo voleno obecními zastupitelstvy příslušného okresu.
Okresní úřady ukončily svou činnost k 31. prosinci 2002 a jejich kompetence v rámci reformy veřejné správy převzaly zčásti krajské úřady a některé byly svěřeny obecním úřadům v obcích s rozšířenou působností.

## Struktura a působnost
V jejich čele stál přednosta, kterého jmenovala a odvolávala na návrh ministra vnitra vláda. Jeho funkce nebyla slučitelná s funkcí poslance, senátora, člena zastupitelstva orgánu územní samosprávy, s jinou funkcí ve veřejné správě a především s funkcemi v politických stranách a politických hnutích. Okresní úřad se dále členil na referáty v čele se svými vedoucími, ty jmenoval a konkrétní organizaci úřadu určoval přednosta.
Okresní úřad vykonával vymezené úkoly ve státní správě, vždy jen vůči území svého okresu. Kromě toho řídil příspěvkové organizace, prováděl finanční kontrolu a kontrolu výkonu státní správy u orgánů obcí ve svém obvodu a mohl přezkoumávat jejich rozhodnutí. Na základě zákonného zmocnění a jen vůči území svého obvodu mohl okresní úřad vydávat nařízení okresního úřadu (původně nazvané obecně závazné vyhlášky). Ve své činnosti podléhal řízení a kontrole vlády, ministerstva vnitra a těch ústředních orgánů státní správy, jejichž agendu prováděl.

## Právní úprava
- Zákon České národní rady ze dne 9. října 1990, č. 425/1990 Sb., o okresních úřadech, úpravě jejich působnosti a o některých dalších opatřeních s tím souvisejících, ve znění pozdějších předpisů
- Zákon ze dne 16. května 2000, č. 147/2000 Sb., o okresních úřadech, ve znění pozdějších předpisů